# 巨脛龍屬

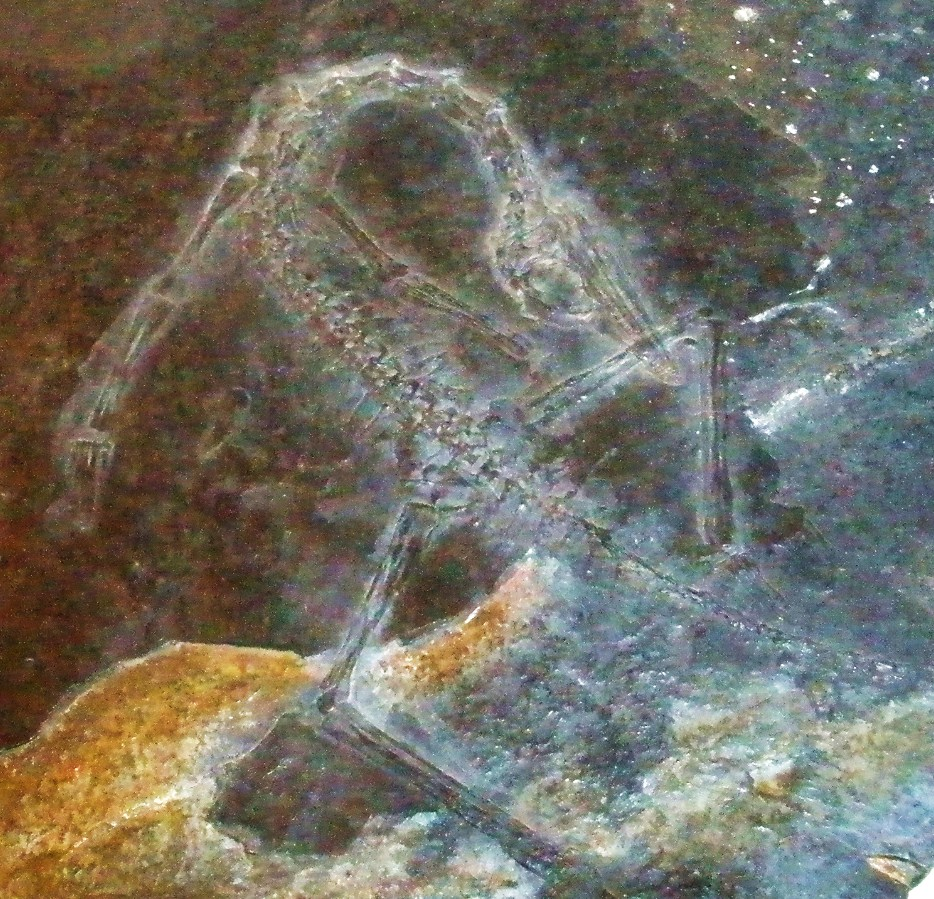
M. bassani的化石

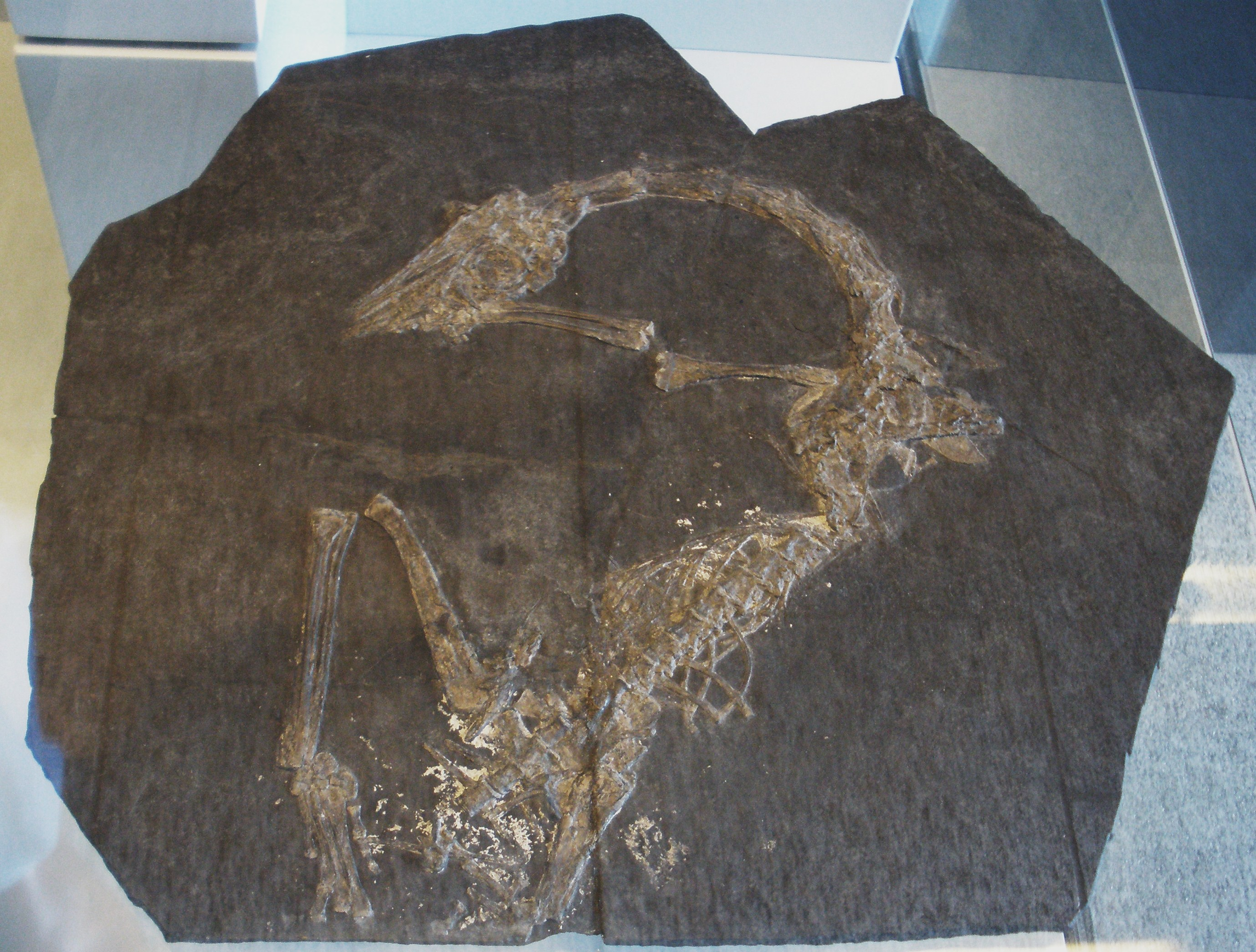
M. basanii的化石

巨脛龍屬（學名：Macrocnemus）又譯巨踝足龍，是原龍目的一屬，生存於三疊紀中期的歐洲。屬名意為「大型脛骨」。目前已有三個種，巴氏巨胫龙（M. bassanii模式種）、富源巨脛龍（M. fuyuanensis）等。